# Lincoln MacVeagh
Lincoln MacVeagh (* 1. Oktober 1890 in Narragansett, Rhode Island; † 15. Januar 1972 in Adelphi, Maryland) war ein US-amerikanischer Verleger, Archäologe und Diplomat. Von 1933 bis 1944 war er Botschafter der Vereinigten Staaten in Griechenland; zwischen 1941 und 1942 war er der erste Botschafter der Vereinigten Staaten in Island. Weitere Missionen führten ihn nach Südafrika, Jugoslawien, erneut nach Griechenland, und nach Portugal. Sein letzter Posten war zuletzt zwischen 1952 und 1953 Botschafter der Vereinigten Staaten in Spanien war.

## Leben

### Familiäre Herkunft, Erster Weltkrieg und Verleger
Lincoln MacVeagh war der zweitälteste von sechs Söhnen des Diplomaten Charles MacVeagh, der zwischen 1925 und 1929 Botschafter der Vereinigten Staaten in Japan war, und dessen Ehefrau Fanny Davenport Rogers MacVeagh. Sein Großvater war der Diplomat und Politiker Isaac Wayne MacVeagh, der 1881 US-Justizminister (US Attorney General) sowie zwischen 1894 und 1897 Botschafter in der Türkei war. Sein Großonkel Franklin MacVeagh fungierte zwischen 1909 und 1913 als US-Finanzminister.
Er selbst begann nach dem Besuch der Groton School 1909 ein Studium Philosophie an der Harvard University, das er nach einem einjährigen Studienaufenthalt an der Sorbonne, der Universität von Paris, mit einem Bachelor of Arts (B.A. Philosophy) abschloss. Im Anschluss wurde er 1915 Mitarbeiter des Verlages Henry Holt Publishing Company. Nach dem Kriegseintritt der Vereinigten Staaten in den Ersten Weltkrieg am 6. April 1917 Militärdienst in der US Army und wurde zuletzt als Offizier im Stab von General John J. Pershing zum Major befördert. Nach Kriegsende kehrte er zur Henry Holt Publishing Company zurück und war für diese bis 1923 tätig. Er war Herausgeber von New Hampshire: A Poem with Notes and Grace Notes von Robert Frost, der hierfür 1924 den Pulitzer-Preis für Dichtung erhielt. Nachdem er das Unternehmen 1923 verlassen hatte, gründete er 1923 mit Dial Press einen eigenen Verlag, der in den folgenden Jahren Werke junger Autoren wie Elizabeth Bowen, William Riley Burnett, Glenway Wescott und Ray Campbell veröffentlichte.

### Botschafter
Nach dem Amtsantritt von Franklin D. Roosevelt als US-Präsident wurde Lincoln MacVeagh am 13. Juni 1933 zum außerordentlichen und bevollmächtigten Gesandten der Vereinigten Staaten in Griechenland ernannt und übergab dort am 22. September 1933 als Nachfolger von Roderick Nathaniel Matson sein Akkreditierungsschreiben. Diesen Botschafterposten behielt er bis zum 5. Juni 1941 und wurde danach von Anthony Joseph Drexel Biddle abgelöst. Er wurde am 4. Januar 1936 nach der Wiederherstellung der Monarchie in Griechenland als Gesandter bestätigt. Nachdem die Regierung Griechenlands während des Zweiten Weltkrieges am 23. April 1941 Athen verlassen hatte, blieb er noch einige Wochen als Gesandter in Griechenland, ehe Leslie E. Reed vom 5. Juni bis zur Schließung der Auslandsvertretung am 14. Juli 1941 kommissarischer Geschäftsträger (Chargé d’Affaires ad interim) war. Während dieser Zeit berief er eine Expertenkommission ein, die sich mit dem Wiederaufbau des Löwen von Amphipolis ein, ein Grabmonument aus dem 4. Jahrhundert v. Chr., das zu Ehren des von der Insel Lesbos (Mytilene) stammenden Admirals Laomedon nahe der antiken Stadt Amphipolis errichtet wurde. Er machte auch archäologische Ausgrabungen unter der Akropolis.
Am 8. August 1941 wurde MacVeagh zum ersten Botschafter in Island ernannt und übergab am 30. September 1941 seine Beglaubigung. Er verließ diesen diplomatischen Posten am 27. Juni 1942, woraufhin Leland B. Morris seine dortige Nachfolge antrat. Er selbst wurde am 21. Mai 1942 zum Gesandten in der Südafrikanischen Union berufen und überreichte am 21. Oktober 1942 als Nachfolger von Leo J. Keena seine Akkreditierung. Er bekleidete dieses Amt bis zum 21. November 1943 und wurde danach von Thomas Holcomb abgelöst. Daraufhin erfolgte am 12. November 1943 seine Ernennung zum Botschafter in Jugoslawien, wo er am 9. Dezember 1943 das Akkreditierungsschreiben als Nachfolger von Anthony Joseph Drexel Biddle überreichte. Diesen Posten hatte er bis zur Verlegung der Regierung des Königreichs Jugoslawien nach London am 11. März 1944 inne und wurde am 17. November 1944 von Richard Cunningham Patterson Jr. abgelöst. In Personalunion wurde er am 12. November 1943 abermals zum Botschafter in Griechenland ernannt und überreichte als Nachfolger von Alexander Comstock Kirk am 1. Dezember 1943 seine Beglaubigung. Die Residenz der Botschaft befand sich zunächst in Kairo und wurde am 27. Oktober 1944 nach Athen verlegt, woraufhin die Botschaftsresidenz am 8. November 1944 geschlossen wurde. Er bekleidete dieses Botschafteramt bis zum 11. Oktober 1947 und wurde danach von Henry F. Grady abgelöst.
Lincoln MacVeagh wurde am 8. April 1948 zum Botschafter in Portugal berufen und übergab dort als Nachfolger von John Cooper Wiley am 9. Juni 1948 das Akkreditierungsschreiben. Er verblieb in dieser Funktion bis zum 26. Februar 1952, woraufhin Cavendish W. Cannon seine Nachfolge antrat. Zuletzt erfolgte am 21. Februar 1952 seine Ernennung zum Botschafter der Vereinigten Staaten in Spanien, wo er am 27. März 1952 als Nachfolger von Stanton Griffis seine Beglaubigung überreichte. Er übte diese Funktion bis zum 4. März 1953 aus und wurde dann von James Clement Dunn abgelöst.
MacVeagh war zwei Mal verheiratet. In erster Ehe heiratete er 1917 die am 9. September 1947 verstorbene Margaret Charlton Lewis. Aus dieser Ehe ging die Tochter Margaret Ewen hervor. 1955 heiratete er in zweiter Ehe Virginia Ferrante Coats. Nach seinem Tode wurde er auf dem Church of the Redeemer Cemetery in Lower Merion Township beerdigt.

## Veröffentlichungen
- Poetry from the Bible, 1925
- Greek Journey, Mitautorin Margaret Charlton Lewis, 1937
- „Dear Franklin…“.Letters to President Roosevelt from Lincoln MacVeagh, U.S. Minister to South Africa, 1942–43, 1972
- Ambassador MacVeagh Reports: Greece, 1933–47, Herausgeber John O. Iatrides, 1980